# 薩波特區

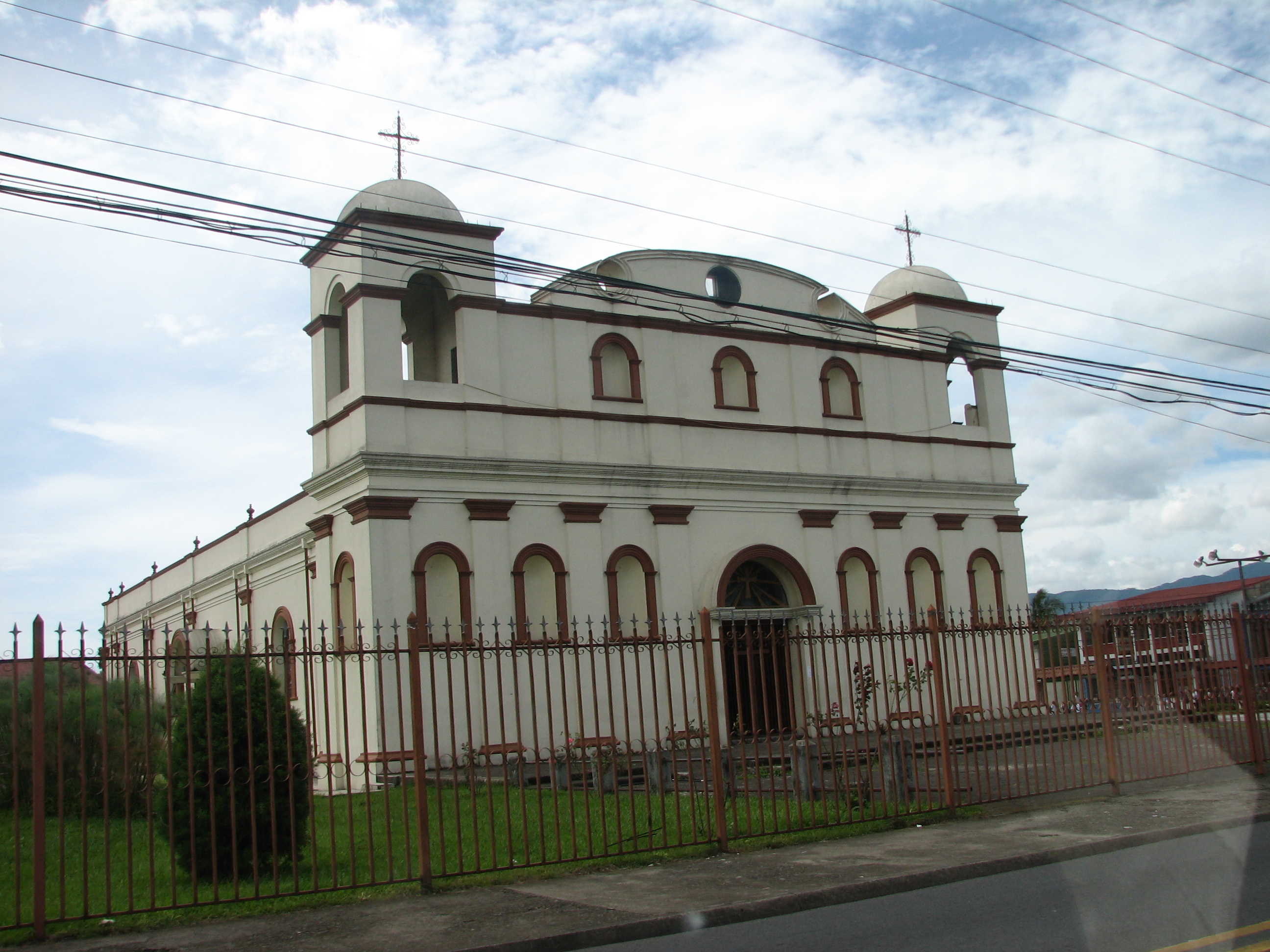

薩波特區（西班牙語：Zapote），是哥斯達黎加的一個區，位於該國中部聖何塞省，始建於1848年12月7日，面積2.85平方公里，海拔高度1,176米，2011年人口18,679，人口密度每平方公里6,554.04人。